# Iglesia alta

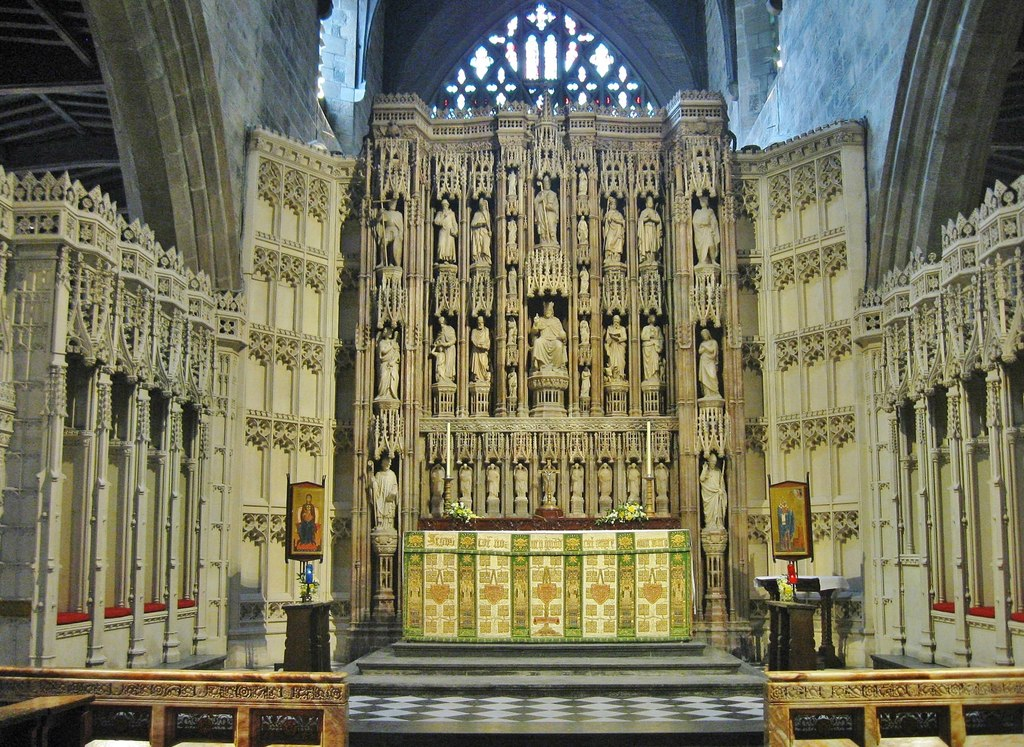
El altar mayor y el reredos de la en, una iglesia de la tradición de iglesia alta.

La Iglesia alta (en inglés: High Church)  es un término que hoy en día puede usarse hablando de puntos de vista dentro de un número de denominaciones del cristianismo en general, pero que tradicionalmente se ha empleado en las iglesias asociadas con la tradición anglicana en particular. 
Se emplea a menudo para describir a aquellas parroquias o congregaciones anglicanas que tienen muchas prácticas rituales asociadas en la mente popular con la misa católica. Los defensores de la posición de la "Iglesia alta" señalan que estas prácticas tienen que ver con la santidad y el respeto a Dios, Jesús y la propia Iglesia como el Cuerpo de Cristo. La Iglesia sería así una organización y la congregación en oración es ante todo católica en el sentido de que está unida a través de su ritual a la iglesia "universal". Usan los términos "Iglesia alta" y "anglocatólico", pero no en el sentido de propugnar una unión entre la iglesia anglicana y Roma.